# NGC 3521
NGC 3521 (другие обозначения — UGC 6150, MCG 0-28-30, ZWG 10.74, KARA 461, PGC 33550) — галактика в созвездии Льва. Находится на расстоянии около 40 миллионов световых лет от Солнца. Является флоккулентной спиральной галактикой переходного типа.
Этот объект входит в число перечисленных в оригинальной редакции «Нового общего каталога».
В галактике обнаружен ультраяркий рентгеновский источник